# Пригарівська сільська рада
Пригарівська сільська рада — колишній орган місцевого самоврядування у Козельщинському районі Полтавської області з центром у селі Пригарівка.

## Населені пункти
Сільраді були підпорядковані населені пункти:
- c. Пригарівка
- с. Андрійки
- с. Панасівка
- с. Сухий Кобелячок
- с. Сушки